# Albert Andersson (politiker)
För andra betydelser, se Albert Andersson.
Albert Andersson , född 29 augusti 1878 i Österlövsta, Uppsala län, död 19 juni 1962 i Österlövsta, var en svensk hemmansägare och politiker (bondeförbundet). 
Andersson var riksdagsledamot i första kammaren från 1939, invald i Stockholms och Uppsala läns valkrets.